# Sémézies-Cachan
Sémézies-Cachan is een gemeente in het Franse departement Gers (regio Occitanie) en telt 77 inwoners (2009). De plaats maakt deel uit van het arrondissement Auch.

## Geografie
De oppervlakte van Sémézies-Cachan bedraagt 7,1 km², de bevolkingsdichtheid is dus 10,8 inwoners per km².
De onderstaande kaart toont de ligging van Sémézies-Cachan met de belangrijkste infrastructuur en aangrenzende gemeenten.

## Demografie
Onderstaande figuur toont het verloop van het inwonertal (bron: INSEE-tellingen).